# Панченков, Николай Кузьмич
Николай Кузьмич Панченков (1932, Суземский район, Западная область — 7 марта 2022, Суземский район, Брянская область) — тракторист-машинист совхоза «Кумылженский» Михайловского района Волгоградской области, Герой Социалистического Труда.
Родился в 1932 году в селе Горожанка Суземского района Западной области.
После окончания сельской школы работал в колхозе «Передовик». Отслужив в Армии, вернулся в родное село и работал механизатором сначала в МТС, потом в колхозе.
В 1964 году переехал в Волгоградскую область и начал работать в совхозе «Кумылженский» Михайловского района. В первый же сезон намолотил свыше 10 тысяч центнеров зерна, за что был награждён золотой медалью ВДНХ. В следующем году увеличил намолот до 12,5 тысяч центнеров и был награждён орденом Ленина 23.06.1966).
В 1973 году (07.12.1973) награждён орденом Октябрьской Революции.
Весной 1974 года получил новый комбайн СК-6 «Колос» и принял обязательство намолотить 15 тысяч центнеров зерна, а фактически намолотил 15,5 тысячи центнеров при урожайности 23 ц/га.
Указом Президиума Верховного Совета СССР от 10 февраля 1975 года за выдающиеся успехи, достигнутые во Всесоюзном социалистическом соревновании, и проявленную трудовую доблесть в досрочном выполнении заданий девятой пятилетки и принятых обязательств по увеличению производства и продажи государству продуктов земледелия присвоено звание Героя Социалистического Труда с вручением ордена Ленина и золотой медали «Серп и Молот».
Проживал в хуторе Карагичев (Карагичевский).
После выхода на пенсию уехал в посёлок Рудач Суземского района Брянской области.
Умер 7 марта 2022 года.
Его бюст установлен на аллее Героев посёлка Суземка.